# چاپ سه‌بعدی مواد غذایی

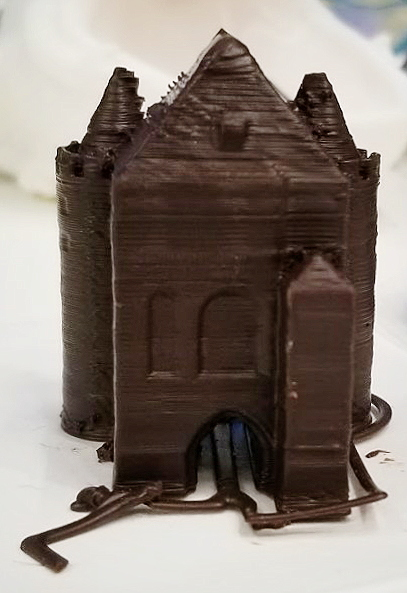
شکلات چاپ سه‌بعدی

چاپ سه‌بعدی مواد غذایی فرایند تولید محصولات غذایی با استفاده از انواع تکنیک‌های تولید افزودنی است. معمولاً سرنگ‌های درجه‌ای مواد چاپ را نگه می‌دارند و سپس از طریق یک نازل، مواد غذایی لایه به لایه رسوب می‌کنند. پیشرفته‌ترین چاپگرهای غذای سه‌بعدی دارای دستورالعمل‌هایی از قبل بارگذاری شده توسط نرم‌افزارهای CAD و الگوریتم‌نویسی هستند و همچنین به کاربر این اجازه را می‌دهند تا غذای خود را از راه دور روی رایانه، تلفن همراه یا برخی از دستگاه‌های اینترنت طراحی کنند. غذا را می‌توان از نظر شکل، رنگ، بافت، طعم یا تغذیه سفارشی کرد، که آن را در زمینه‌های مختلفی مانند اکتشاف فضا و مراقبت‌های بهداشتی بسیار مفید می‌کند.

## تاریخ
| سال       | نام شرکت/گروه                     | شرح |
| --------- | --------------------------------- | --- |
| ۲۰۰۶      | دانشگاه کرنل                      | Fab@Home، پروژه ای که توسط گروهی از دانش‌آموزان رهبری می‌شود، اولین چاپگر سه‌بعدی چندماده‌ای بود که مواد غذایی مانند شکلات، خمیر کوکی و پنیر را چاپ کرد.                                  |
| ۲۰۰۶–۲۰۰۹ | آزمایشگاه‌های دانشمند دیوانه شیطان | CandyFab توانست با استفاده از هوای گرم مجسمه‌های قندی بزرگ را چاپ کند تا دانه‌های شکر را به صورت انتخابی ذوب کرده و به هم بجوشاند.                                                      |
| ۲۰۱۲      | Choc Edge                         | pp |
| ۲۰۱۲–۲۰۱۵ | biozoon GmbH                      | PERFORMANCE پروژه ای بود که بر روی چاپ آسان جویدن و بلعیدن غذا برای سالمندان متمرکز بود.                                                                                              |
| ۲۰۱۳      | مراتع مدرن                        | گوشت in vitro برای اولین بار با استفاده از چاپگر زیستی چاپ شد. |
| ۲۰۱۴      | سیستم‌های سه بعدی و هرشی           | یک چاپگر شکلاتی که اشکال، اندازه‌ها و هندسه‌های مختلف را با استفاده از شکلات‌های شیری، تیره و سفید چاپ می‌کند معرفی شد.                                                                   |
| ۲۰۱۴      | ماشین‌های طبیعی                    | Foodini، یک چاپگر تجاری در دسترس، معرفی شد. این چاپگر قادر است طیف گسترده‌ای از مواد را چاپ کند و با برنامه ای ارائه می‌شود که به کاربران اجازه می‌دهد از راه دور طرح خود را ایجاد کنند. |
| ۲۰۱۵      | TNO و باریلا                      | یک چاپگر ماکارونی و یک مسابقه سالانه برای بهترین طراحی ماکارونی معرفی شده‌است. |
| ۲۰۱۸      | نوامیت                            | اولین استیک بدون گوشت ساخته شده از سبزیجات که بافت گوشت را تقلید می‌کند چاپ شد. |
| ۲۰۲۲      | چاپگرهای FELIX                    | FELIXprinter، تولیدکننده پرینترهای سه بعدی پلاستیکی حرفه ای و صنعتی FDM، مجموعه چاپگرهای مواد غذایی FELIX را راه اندازی می‌کند. مدل‌های تک، سوئیچ و دو سر به صورت تجاری در دسترس هستند. |

## اصول کلی
سه حوزه کلی وجود دارد که بر چاپ دقیق مواد غذایی تأثیر گذار است: مواد تشکیل‌دهنده (ویسکوزیته، اندازه پودر)، پارامترهای فرایند (قطر نازل، سرعت چاپ، فاصله چاپ)، و روش‌های پس از پردازش (پخت، مایکروویو، سرخ‌کردن).

### مواد و مواد تشکیل‌دهنده
نوع غذای موجود برای چاپ با تکنیک‌هایی منسوب به چاپ محدود می‌شود. برای مشاهده این تکنیک‌های چاپ، لطفاً بخش تکنیک‌های چاپ زیر را ببینید:

#### مواد اولیه چاپ بر پایهاکستروژن
مواد متداول مورد استفاده در چاپ بر اساس اکستروژن ذاتاً به اندازه کافی نرم هستند تا از سرنگ و سوزن مخصوص بیرون بیایند. این مواد دارای ویسکوزیته کافی برای حفظ شکل هستند. در موارد خاص، مواد پودری (پروتئین، شکر و غیره) را برای افزایش گران‌روی اضافه می‌کنند، به عنوان مثال افزودن آرد به آب باعث ایجاد خمیری می‌شود که قابل چاپ است. مواد ذاتاً نرم عبارتند از:
- پوره
- ژله
- فراستینگ
- پنیر
- پوره سیب‌زمینی

برخی از مواد جامد که با افزایش دما به حالت خمیری تغییر شکل می‌دهند را می‌توان با ذوب کردن و سپس اکسترودکردن مواد مورد استفاده قرار داد، مانند شکلات.

#### مواد تف‌جوشی لیزری انتخابی و جت بایندر
- قند
- پودر شکلات
- پودر پروتئین

#### مواد اولیه چاپ جوهر افشان
این مواد برای پر کردن سطح از مواد با ویسکوزیته پایین و نرم استفاده می‌شود:
- سس‌ها (پیتزا، سس تند، خردل، سس کچاپ و غیره)
- جوهر رنگی غذا

### تکنیک‌های چاپ

#### چاپ بر اساساکستروژن
اگرچه رویکردهای متفاوتی برای چاپ مبتنی بر اکستروژن وجود دارد، اما این رویکردها از رویه‌های اولیه یکسانی پیروی می‌کنند. برنامه یا داده‌هایی که غذا بر روی آن چاپ می‌شود از یک مرحله استاندارد ۳ محوری با یک سر اکستروژن کنترل شده توسط کامپیوتر تشکیل شده‌است. این سر اکستروژن مواد غذایی را معمولاً از طریق هوای فشرده یا فشار دادن از طریق یک نازل هل می‌دهد. نازل‌ها می‌توانند با توجه به نوع مواد غذایی که اکسترود می‌شوند یا سرعت چاپ مورد نظر متفاوت باشند (معمولاً هر چه نازل کوچکتر باشد چاپ غذا بیشتر طول می‌کشد). همان‌طور که غذا چاپ می‌شود، سر اکستروژن در امتداد مرحله ۳ محور حرکت می‌کند و غذای مورد نظر را چاپ می‌کند. برخی از مواد غذایی چاپ شده نیاز به کار اضافی مانند پخت یا سرخ کردن قبل از مصرف دارند.
چاپگرهای مواد غذایی مبتنی بر اکستروژن را می‌توان برای مصارف خانگی استفاده کرد، معمولاً اندازه جمع و جورتری دارند و هزینه نگهداری پایین‌تری دارند در مقایسه، چاپ مبتنی بر اکستروژن انتخاب مواد بیشتری را در اختیار کاربر قرار می‌دهد. با این حال، این مواد غذایی معمولاً نرم هستند و در نتیجه، چاپ ساختارهای غذایی پیچیده را دشوار می‌کند و ممکن است باعث کاهش کیفیت چاپ شود. علاوه بر این، زمان‌های طولانی ساخت و تغییر شکل‌های ناشی از نوسانات دما با پخت یا سرخ کردن اضافی نیاز به تحقیق و توسعه بیشتر برای غلبه بر آن دارد.

#### ذوب داغ و دمای اتاق
در اکستروژن با ذوب مواد، سر اکستروژن مواد غذایی را کمی بالاتر از نقطه ذوب ماده گرم می‌کند. سپس مواد ذوب شده خارج می‌شود و بلافاصله به حالت جامد تغییر شکل می‌دهد. این چاپگر اجازه می‌دهد تا مواد به راحتی به شکل یا مدل مورد نظر تنظیم شوند. در این تکنیک از مواد غذایی‌هایی مانند شکلات به دلیل قابلیت ذوب و جامد شدن سریع آن استفاده می‌شود.
بعضی از مواد غذایی برای چاپ ذاتاً به افزایش دما نیاز ندارند. مواد غذایی مانند ژله، فراستینگ، پوره و مواد غذایی مشابه با ویسکوزیته مناسب را می‌توان در دمای اتاق بدون ذوب چاپ کرد.

#### تف‌جوشی لیزری انتخابی

فرایند تف جوشی لیزری انتخابی

در تف جوشی لیزری انتخابی، مواد غذایی پودری حرارت داده شده و به هم متصل می‌شوند و یک ساختار جامد را تشکیل می‌دهند. در این فرایند با چسباندن لایه به لایه مواد پودری گرمادیده با لیزر به عنوان منبع حرارت تکمیل می‌شود. پس از اینکه لایه‌ها به هم بچسبند کامل می‌شود، سپس توسط یک لایه پودری بدون پیوند جدید پوشانده می‌شود. بخش‌های خاصی از این لایه جدید بدون پیوند توسط لیزر گرم می‌شوند تا آن را با ساختار متصل کنند. این فرایند به صورت عمودی به سمت بالا تا زمانی که مدل غذایی مورد نظر ساخته شود ادامه می‌یابد. پس از ساخت، مواد بدون پیوند را می‌توان بازیافت کرد و برای چاپ مدل غذای دیگری استفاده کرد.
تف جوشی لیزری انتخابی امکان ساخت سازه‌های غذایی پیچیده و با جزئیات را به ما می‌دهد اما محدود به طیف مواد غذایی مناسب، یعنی مواد پودری است. با توجه به این محدودیت، تف جوشی لیزری انتخابی عمدتاً برای ایجاد شیرینی/آب نبات استفاده شده‌است.

#### جت بایندر

فرایند جت بایندر

شبیه به تف جوشی لیزری انتخابی، جت بایندر از مواد غذایی پودری برای ایجاد یک مدل لایه به لایه استفاده می‌کند. به جای استفاده از گرما برای اتصال مواد به یکدیگر، از چسب مایع استفاده می‌شود. پس از چسباندن نواحی مورد نظر یک لایه، لایه جدیدی از پودر روی لایه چسبیده آن پخش می‌شود. سپس قسمت‌های خاصی از این لایه جدید به لایه قبلی با چسب مایع متصل می‌شود. این روند تا زمانی که مدل غذایی مورد نظر ساخته شود؛ تکرار می‌شود.
همانند زینترینگ لیزری انتخابی، بایندر جت به ما این اجازه رو می‌دهد تا اشکال رو با جزئیات تولید کنیم به همین ترتیب، محدوده مواد غذایی مناسب، یعنی مواد پودری، نیز محدود است.

#### چاپ جوهرافشان
چاپ جوهرافشان برای پر کردن سطوح یا تزئین تصویر استفاده می‌شود. با استفاده از نیروی جاذبه، جوهر خوراکی روی سطح غذا ریخته می‌شود، معمولاً این مواد؛ مواد اولیه یک کلوچه، کیک یا آب نبات از مواد دیگر است. این یک روش غیر تماسی است، از این رو سوزن چاپ غذا را لمس نمی‌کند و از مواد غذایی در برابر آلودگی در هنگام پر کردن تصویر محافظت می‌کند. قطرات جوهر ممکن است از طیف گسترده‌ای از رنگ‌ها تشکیل شده باشد که به کاربران اجازه می‌دهد تصاویر منحصر به غذا را ایجاد کنند. مشکلی که در چاپ جوهر افشان وجود دارد، ناسازگاری مواد غذایی با جوهر است که منجر به عدم وجود تصویر و کاهش کیفیت تصویر می‌شود. چاپگرهای جوهرافشان را می‌توان برای مصارف خانگی یا تجاری خریداری کرد و چاپگرهای صنعتی برای تولید انبوه مناسب هستند.

#### چند هد چاپی و چند متریال
در چاپ چند هد و چند ماده، چندین ماده به‌طور همزمان یا پشت سر هم چاپ می‌شوند. روش‌های مختلفی برای کنترل از چاپ چند متریال وجود دارد. در یک نمونه، از چندین هد چاپ برای چاپ چندین ماده یا مواد تشکیل دهنده استفاده می‌شود، زیرا این کار می‌تواند سرعت تولید، کارایی و الگوهای طراحی جالب را ایجاد کند. در نمونه‌ای دیگر، یک هد چاپ وجود دارد، و هنگامی که یک عنصر متفاوت مورد نیاز است، چاپگر مواد در حال چاپ را جابه‌جا می‌کند. مواد چندگانه برابر است با طیف متنوع تری از وعده‌های غذایی در دسترس برای چاپ، طیف وسیع تری از مواد مغذی، و برای چاپگرهای مواد غذایی بسیار رایج است.

### پس‌پردازش
در مرحله پس از فرآوری، غذای چاپ شده ممکن است نیاز به مراحل بیشتری قبل از مصرف داشته باشد. این فعالیت شامل فعالیت‌های پردازش مانند پخت، سرخ کردن، تمیز کردن است. این مرحله می‌تواند یکی از حیاتی‌ترین مواد غذایی پرینت سه بعدی باشد، زیرا غذای چاپ شده باید برای مصرف ایمن باشد. یک نگرانی اضافی در پس پردازش، تغییر شکل غذای چاپ شده به دلیل فشار این فرآیندهای اضافی است. روش‌های فعلی شامل آزمون و خطا است؛ یعنی ترکیب مواد افزودنی غذایی با مواد تشکیل دهنده برای بهبود یکپارچگی ساختارهای پیچیده و اطمینان از حفظ شکل ساختار چاپ شده. افزودنی‌هایی مانند ترانس گلوتامیناز و هیدروکلوئیدها به مواد اضافه شده‌اند تا به حفظ شکل چاپی در حین چاپ و پس از پخت کمک کنند
علاوه بر این، تحقیقات اخیر یک شبیه‌سازی بصری برای پخت نان، کلوچه، پنکیک و مواد مشابهی که از خمیر یا جامدات نرم تشکیل شده‌اند (مخلوطی از آب، آرد، تخم‌مرغ، چربی، شکر و مواد خمیرکننده) تولید کرده‌است. با تنظیم پارامترهای خاصی در شبیه‌سازی، تأثیر واقع بینانه ای که پخت روی غذا خواهد داشت را نشان می‌دهد. با تحقیق و توسعه بیشتر، شبیه‌سازی بصری غذاهای پرینت سه بعدی در حال پخت می‌تواند آنچه را که در برابر تغییر شکل آسیب‌پذیر است را پیش‌بینی کند.

## برنامه‌های کاربردی

### تغذیه شخصی
نیازهای غذایی شخصی برای نیازهای تغذیه ای افراد با پیشگیری از بیماری‌ها مرتبط است. به این ترتیب، خوردن غذاهای مغذی برای داشتن یک زندگی سالم حیاتی است. غذایی که پرینت سه بعدی برای ما تولید می‌کند می‌تواند کنترل لازم را برای قرار دادن مقدار سفارشی پروتئین، قند، ویتامین‌ها و مواد معدنی در غذاهای مصرفی ما فراهم کند.
یکی دیگر از حوزه‌های غذای سفارشی، تغذیه سالمندان است. سالمندان گاهی اوقات نمی‌توانند غذاها را راحت قورت دهند و به همین دلیل به پالت نرم تری نیاز دارند. با این حال، این غذاها اغلب ناخوشایند هستند و باعث می‌شوند که برخی افراد از آنچه که نیازهای غذایی بدنشان را تأمین می‌کند؛ امتناع کنند. غذای پرینت سه بعدی می‌تواند غذایی نرم تولید کند که در آن افراد مسن می‌توانند نیازهای غذایی بدن خود را تأمین کنند.
در اکتبر ۲۰۱۹، شرکت استارت آپی به نام(Nourished 3D)، آدامس‌های تغذیه ای شخصی‌سازی شده از ۲۸ ویتامین مختلف را چاپ کرد. افرادی در یک نظرسنجی شرکت کردند، سپس بر اساس پاسخ‌های آنها، یک آدامس تغذیه ای شخصی برای آن فرد چاپ شد.

### پایداری و راه حل برای گرسنگی

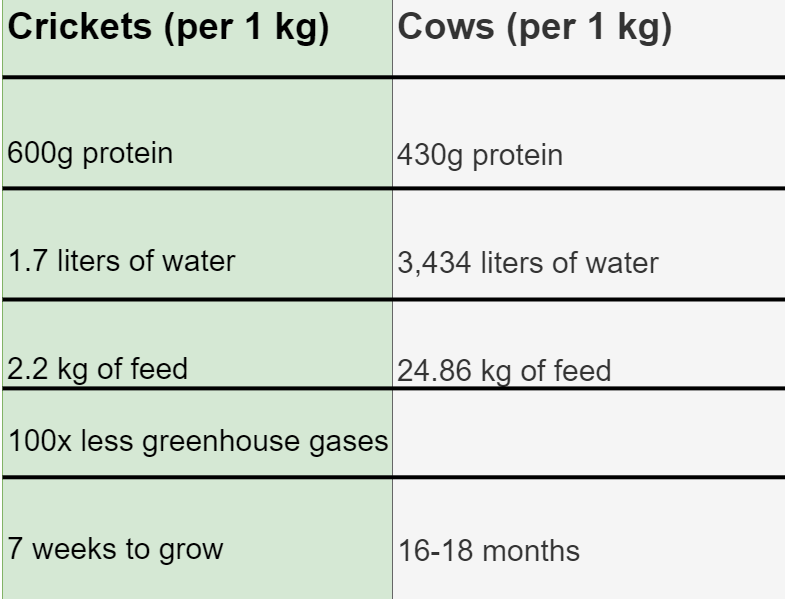
هزینه پرورش ۱ کیلوگرم گوشت کریکت در مقایسه با ۱ کیلوگرم گوشت گاو

با ادامه رشد جمعیت جهان، کارشناسان بر این باورند که منابع غذایی فعلی قادر به تأمین غذای این جمعیت نخواهد بود. بنابراین، یک منبع غذایی پایدار نیازی حیاتی است. مطالعات نشان داده‌اند که حشره خواری، مصرف حشرات، پتانسیل حفظ جمعیت رو به رشد را دارد. حشراتی مانند جیرجیرک به غذای کمتر، آب کمتری نیاز دارند و تقریباً همان مقدار پروتئینی را که مرغ‌ها، گاوها و خوک‌ها دارند را تأمین می‌کنند. جیرجیرک‌ها را می‌توان به آرد پروتئینی تبدیل کرد. در یک مطالعه، محققان یک نمای کلی از فرایند چاپ سه بعدی آرد حشرات در غذاهایی که شبیه حشرات نیستند ارائه می‌دهند؛ بنابراین، ارزش غذایی حشره‌ها دست نخورده باقی می‌ماند.

### اکتشافات فضایی
از آنجایی که انسان برای مدت طولانی تری به فضا می‌رود، نیازهای تغذیه ای برای حفظ سلامت خدمه حیاتی است. در حال حاضر ناسا در حال بررسی راه‌هایی برای ادغام مواد غذایی پرینت سه بعدی در فضا به منظور حفظ نیازهای غذایی خدمه است. چشم‌انداز محققان این است که به جای استفاده از مواد غذایی خشک شده یخ زده سنتی که ماندگاری ۵ سال دارند، لایه‌های مواد غذایی پودری را پرینت سه بعدی کنیم که ماندگاری آنها ۳۰ سال است. علاوه بر الزامات غذایی، پرینت سه بعدی غذا در فضا می‌تواند روحیه را تقویت کند، زیرا فضانوردان می‌توانند غذاهای سفارشی طراحی کنند که از نظر زیبایی‌شناسی دلپذیر باشد.
در سپتامبر ۲۰۱۹، فضانوردان روسی، به کمک شرکتی به نام (Aleph Farms)، گوشت را از روی سلول‌های گاو پرورش دادند، سپس سلول‌ها را به‌صورت سه بعدی در استیک چاپ کردند.

### چاپ زیستی گوشت
دامداری یکی از مهم‌ترین عوامل جنگل زدایی، تخریب زمین، آلودگی آب و بیابان زایی است. از جمله دلایل دیگر، این امر منجر به فناوری نویدبخش جدید چاپ زیستی گوشت شده‌است. یکی از جایگزین‌های دامداری، گوشت پرورشی است که به عنوان گوشت رشد یافته در آزمایشگاه نیز شناخته می‌شود. گوشت پرورشی با گرفتن نمونه‌برداری کوچک از حیوانات، استخراج سلول‌های myosatellite و افزودن سرم رشد برای تکثیر سلول‌ها تولید می‌شود. محصول به دست آمده سپس به عنوان ماده ای برای چاپ زیستی گوشت استفاده می‌شود. مرحله پس از پردازش، از جمله مراحل دیگر، شامل افزودن طعم، ویتامین‌ها و آهن به محصول است. یک جایگزین دیگر چاپ آنالوگ گوشت است. Novameat، یک استارت آپ اسپانیایی توانسته استیک گیاهی را چاپ کند و بافت و ظاهر گوشت واقعی را تقلید کند.

### طراحی خلاقانه غذا
ارائه غذا و و امکان سفارشی شدن ظاهر غذا برای افراد یک پیشرفت بزرگ در صنعت غذا است. تا کنون سفارشی سازی غذا و طراحی‌های خلاقانه نیاز به مهارت‌های دست‌ساز داشته‌است که منجر به تولید پایین و هزینه‌های بالا می‌شود. چاپ سه بعدی غذا می‌تواند با ارائه ابزارهای لازم برای طراحی خلاقانه غذا حتی اجازه خانگی کردن این تکنولوژی رو می‌دهد. چاپ سه بعدی مواد غذایی برخی از طرح‌های پیچیده را فعال کرده‌است که با تولید مواد غذایی سنتی قابل انجام نیستند. اکنون می‌توان لوگوی برند، متن، امضا، تصاویر را روی برخی از محصولات غذایی مانند شیرینی و قهوه چاپ کرد. اشکال هندسی پیچیده نیز عمدتاً با استفاده از شکر چاپ شده‌است. با چاپ سه بعدی، سرآشپزها اکنون می‌توانند الهامات بصری خود را به خلاقیت‌های آشپزی با امضا تبدیل کنند. مزیت دیگر این است که می‌توانید غذاهای مغذی را به شکل‌هایی چاپ کنید که برای کودکان جذاب باشد.

### کاهش ضایعات مواد غذایی
در سراسر جهان، یک سوم کل مواد غذایی تولید شده برای مصرف، یعنی حدود ۱٫۶ میلیارد تن در سال، هدر می‌رود. ضایعات مواد غذایی در طول پردازش، توزیع و مصرف اتفاق می‌افتد. پرینت سه بعدی مواد غذایی با استفاده از محصولات غذایی مانند تقسیم و بریدگی گوشت، میوه‌ها و سبزیجات، محصولات جانبی غذاهای دریایی و مواد فاسد شدنی، روشی بسیار امیدوارکننده برای کاهش ضایعات مواد غذایی در مرحله مصرف است. این محصولات را می‌توان به شکل مناسب برای چاپ پردازش کرد. (Upprinting Food)، یک استارت‌آپ هلندی، مواد مختلف را از ضایعات غذا ترکیب می‌کند تا پوره‌هایی ایجاد کند که سپس به عنوان موادی برای چاپ سه بعدی استفاده می‌شود. سرآشپزها نیز با استفاده از چاپگرهای سه بعدی غذا، غذاهای متفاوتی را از باقی مانده غذا درست می‌کنند.

## چالش‌ها

### ساختار
برخلاف غذاهای سنتی، تنوع غذایی که می‌توان با استفاده از پرینت سه بعدی تولید کرد به دلیل ویژگی‌های فیزیکی و شیمیایی مواد محدود تر است. مواد غذایی به‌طور کلی بسیار نرم‌تر از ضعیف‌ترین پلاستیک موجود مورد استفاده در چاپ سه بعدی هستند و ساختارهای چاپ شده را بسیار شکننده می‌کند. تاکنون، اکثر مطالعات از آزمون و خطا به عنوان رویکردی برای غلبه بر این چالش استفاده می‌کنند، اما دانشمندان در حال توسعه روش‌های جدیدی هستند که قادر به پیش‌بینی رفتار مواد مختلف در طول فرایند چاپ هستند. این روش‌ها با تجزیه و تحلیل خواص رئولوژیکی مواد و ارتباط آنها با پایداری چاپ ایجاد می‌شوند.

### طرح
هنگام طراحی یک مدل سه بعدی برای یک محصول غذایی، محدودیت‌های فیزیکی و هندسی موادی که چاپگر ستفاده می‌کند باید در نظر گرفته شود. این امر فرایند طراحی را به یک کار بسیار پیچیده تبدیل می‌کند و تا کنون هیچ نرم‌افزاری در دسترس نیست که آن را محاسبه کند. ساخت چنین نرم‌افزاری نیز به دلیل تنوع زیاد مواد غذایی، کار پیچیده‌ای است. با توجه به اینکه کاربران شخصی که از چاپ سه بعدی غذا در آشپزخانه خود استفاده می‌کنند بخش قابل توجهی از کاربران را تشکیل می‌دهند، طراحی رابط نرم‌افزاری به پیچیدگی آن می‌افزاید. رابط چنین نرم‌افزاری باید ساده و دارای قابلیت استفاده بالا باشد و در عین حال امکانات کافی و گزینه‌هایی که امکان سفارش را ایجاد کند را بدون ایجاد اضافه بار شناختی برای کاربر فراهم کند.

### سرعت
سرعت فعلی چاپ سه بعدی مواد غذایی می‌تواند برای مصارف خانگی کافی باشد، اما این روند برای تولید انبوه بسیار کند است. طرح‌های ساده ۱ تا ۲ دقیقه طول می کشددر حالیکه طرح‌های دقیق ۳ تا ۷ دقیقه و طرح‌های پیچیده‌تر حتی بیشتر طول می‌کشد. سرعت چاپ مواد غذایی با خواص رئولوژیکی مواد مرتبط است. تحقیقات نشان می‌دهد که سرعت چاپ بالا به دلیل اثر کشیدن، منجر به نمونه‌هایی با دقت پایین می‌شود، در حالی که سرعت بسیار پایین باعث ناپایداری در رسوب مواد می‌شود.
برای اینکه چاپ سه بعدی مواد غذایی به صنایع مواد غذایی راه پیدا کند، سرعت چاپ نیاز به بهبود دارد یا هزینه چنین فناوری باید به اندازه کافی مقرون به صرفه باشد تا شرکت‌ها بتوانند چندین چاپگر را راه اندازی کنند.

### چاپ چند متریال
رنگ، طعم و بافت غذا هنگام ساخت یک محصول خوراکی از اهمیت بسیار زیادی برخوردار است، بنابراین در بیشتر موارد لازم است که چاپگر مواد غذایی از چاپ با چند ماده مختلف پشتیبانی کند. چاپگرهای سه بعدی مواد غذایی موجود به دلیل چالش توسعه قابلیت‌های اکسترودر متعدد، محدود به استفاده از چند ماده مختلف هستند. این امر تنوع محصولات غذایی قابل چاپ سه بعدی را محدود می‌کند و ظروف پیچیده‌ای را که به مواد مختلف زیادی نیاز دارند کنار می‌گذارد

### ایمنی
هنگام پرینت سه بعدی غذا، ایمنی بسیار مهم است. چاپگر مواد غذایی باید ایمنی را در تمام مسیر طی شده توسط مواد غذایی تضمین کند. به دلیل احتمال گیرکردن غذا در جایی در مسیر و تجمع باکتری‌ها یک نگرانی عمده است. پایداری میکروبی یک پارامتر حیاتی برای کیفیت غذای چاپ شده‌است، بنابراین باید در طول طراحی چاپگر و در طول فرایند چاپ به آن پرداخته شود. از سوی دیگر، موادی که با مواد غذایی در تماس هستند ممکن است چندان نگران کننده نباشند زیرا چاپگرهایی با کیفیت بالا از فولاد ضدزنگ و مواد بدون BPA استفاده می‌کنند.

### کپی رایت
محصولات غذایی موجود در بازار مانند شکلات‌ها در اشکال مختلف را می‌توان به راحتی چاپ و اسکن و در نهایت کپی کرد و از مدل‌های سه بعدی به‌دست‌آمده برای تکرار آن محصولات استفاده کرد. این مدل‌های سه بعدی می‌توانند از طریق اینترنت منتشر شوند و منجر به نقض حق چاپ شود. قوانینی وجود دارد که مسائل مربوط به کپی رایت را تنظیم می‌کند، اما مشخص نیست که آیا آنها برای پوشش تمام جنبه‌های زمینه ای مانند چاپ سه بعدی مواد غذایی کافی هستند یا خیر.